# Ceryx ericssoni
Ceryx ericssoni är en fjärilsart som beskrevs av Rothschild 1910. Ceryx ericssoni ingår i släktet Ceryx och familjen björnspinnare. Inga underarter finns listade i Catalogue of Life.